# Jan Meersman
Jan Meersman (Wilrijk (Antwerpen), 3 juni 1956) is een Vlaams hedendaags architect.
Meersman maakt deel uit van het architectenteam Driesen-Meersman-Thomaes. Hun oeuvre omvat zowel nieuwbouw als restauraties en verbouwingen.
Meersman studeerde architectuur en monumentenzorg aan het Antwerpse HAIR (1973-79). Meersman  was redactielid van S/AM (1988-92) en is sinds 1990 assistent aan het Henry van de Velde-instituut in Antwerpen. Aanvankelijk werkte Meersman slechts incidenteel samen met Guido Driesen en Jan Thomaes onder andere voor de Wish '85-wedstrijd voor Kapellen (tweede prijs). In 1990 wonnen ze samen de wedstrijd voor het Belgisch paviljoen op de wereldtentoonstelling van 1992 in Sevilla, waarna ze zich aaneensloten tot Driesen-Meersman-Thomaes architecten. Hun ontwerp bestond uit een met zeildoek beklede doos waarin voor de verschillende onderdelen duidelijk herkenbare volumes geschoven waren: een houten werfkeet, container en black box, verbonden door roltrappen en loopbruggen. Ze bouwden voorts agentschappen voor BACOB in Merksem (1992-94) en Deurne (1992-95), herstructureren het Koninklijk Museum voor Schone Kunsten in Antwerpen (vanaf 1995) en ontwierpen nieuwe auditoria voor de Universiteit Antwerpen (2001).